# 早川大史
早川 大史（はやかわ だいし、1982年11月17日 -  ）は、山梨県東八代郡（現・笛吹市）出身の元プロバスケットボール選手、バスケットボール指導者。山梨県出身者としては初のプロバスケットボール選手。身長は205cm、体重は105kg。

## 来歴
12歳でバスケットボールを始める。新潟市立関屋中学校から山梨県立日川高等学校に進学。1年時にウインターカップ出場、2年時にU-18候補選出、3年時に少年山梨県選抜。早稲田大学卒業後の2005年、東京日産に入団。入団1年目から不動のセンターとしてスタメンに名を連ねた。
2006年5月からbjリーグ埼玉ブロンコスの下部組織であったブロンコスクラブに所属。
同年7月末に練習生としてbjリーグ大分ヒートデビルズに参加し、翌月に契約を結ぶ。チームの日本人選手の中で唯一2メートルを越える身長の持ち主。2006-07シーズン4位でプレイオフ・ファイナル4進出。プレイオフ・セミファイナル（1stラウンド）で敗れ、3位決定戦で勝ちシーズン3位。
2008年、大阪エヴェッサへ移籍。2008-09レギュラーシーズン西地区2位でプレイオフ進出。プレイオフ・カンファレンスセミファイナルで勝ちファイナル4進出。プレイオフ・カンファレンスファイナルで敗れ、3位決定戦で敗れ総合4位。
2009年、京都ハンナリーズに移籍したが、12月31日に退団。
2011年3月から7月にかけてペルー(PERU)トップリーグNPBLに属するサン・マルコス(SAN MARCOS)と契約。
同年8月5日に大分ヒートデビルズと契約を結び、2013-14シーズン終了まで在籍した。
2012年と2013年、北米の独立リーグIBLに属するニッポン・トルネード(NIPPON TORNADOSE)に加入。
2014年7月、NBDLレノヴァ鹿児島に移籍。12試合に出場。同年12月12日チームは早川の退団を発表、早川本人も自らのブログとFacebookで退団と現役引退を明らかにした。
2015年2月、トルネードアカデミー熊本レッドベアーズでコーチング研修を行う。
2016年6月、大分ヒートデビルズというプロバスケットボールチームがなくなる大分県でトルネードアカデミーディライト大分を設立。
同年7月20日にB3.LEAGUE埼玉ブロンコスと契約を結び、現役復帰。2016-17シーズン終了まで在籍。
2017年4月、3x3(3人制バスケットボール)の国内プロリーグである3x3 PREMIER.EXETOKYO WINGSと契約。同年8月引退。